# Крайна (Тишина)
Крайна (словен. Krajna) — поселення в общині Тишина, Помурський регіон, Словенія. Висота над рівнем моря: 203 м.